# James Matthew Barrie
James Matthew Barrie poznatiji kao J. M. Barrie (Kirriemuir, 9. svibnja 1860. – London, 19. lipnja 1937.), škotski romanopisac i dramatičar.
Barrie je najpoznatiji po Petru Panu.
James Matthew Barrie rođen je 1860. godine kao deveto dijete u velikoj škotskoj radničkoj obitelji. U svojoj sedmoj godini nesretnim slučajem gubi brata, majčinog ljubimca, što je imalo velike utjecaj kako na njega tako i na roditelje. Djetinjstvo obilježeno gubitkom brata ostavilo je duboki trag na njegovu osobnost koju je pretoči u lik Petra Pana, dječaka koji je odbio odrasti.

## Izvod iz bibliografije

### Drame
- "Ibesnov duh",
- "Jane Annie",
- "Ulica kvalitete",
- "The Admirable Crichton".